# Orr Barouch
Orr Barouch (in ebraico אור ברוך‎?; Haifa, 29 novembre 1991) è un ex calciatore israeliano, di ruolo attaccante.

## Carriera
Orr Barouch è nato a Haifa, in Israele, ma si trasferì negli Stati Uniti da bambino. È cresciuto a Woodland Hills, in California, ha giocato nelle giovanili del Chivas USA e, nel periodo in cui è stato nel club, ha attirato l'interesse da parte della squadra belga del Club Brugge. Tuttavia, nel 2009 ha scelto di firmare con il club messicano dei Tigres de la UANL.
Non avendo mai giocato nella prima squadra dei Tigres nel corso del 2011 si è trasferito al Chicago Fire in prova. Ha molto impressionato durante il suo periodo di prova e quindi è stato selezionato dai Fires, in prestito dal Tigres con diritto di riscatto il 10 marzo 2011. Ha fatto il suo debutto professionale il 19 marzo 2011 nella prima partita della stagione della Major League Soccer, pareggiata 1-1 contro il Dallas FC.